# 20200 Donbacky
20200 Donbacky este un asteroid din centura principală de asteroizi.

## Descriere
20200 Donbacky este un asteroid din centura principală de asteroizi. A fost descoperit pe 28 februarie 1997 la Montelupo de Maura Tombelli și Giuseppe Forti. Asteroidul prezintă o orbită caracterizată de o semiaxă mare de 2,77 ua, o excentricitate de 0,11 și o înclinație de 8,3° în raport cu ecliptica.